# Michael Kors
Michael David Kors, ursprungligen Karl Anderson Jr., född 9 augusti 1959 på Long Island i New York, är en amerikansk modeskapare. 

## Biografi
1981 grundade han modeföretaget Michael Kors Holdings Limited.
Han var en av domarna i Project Runway under seriens tio första säsonger.
Den amerikanska ekonomitidskriften Forbes rankade Kors som världens 1 565:e rikaste med en förmögenhet på en miljard amerikanska dollar för år 2014.